# Грибовицька сільська рада (Жовківський район)
| Грибовицька сільська рада — орган місцевого самоврядування у Жовківському районі Львівської області з адміністративним центром у с. Великі Грибовичі. Історична дата утворення: в 1950 році. Сільській раді підпорядковані населені пункти: - с. Великі Грибовичі - с. Збиранка - с. Малі Грибовичі |

## Склад ради
Рада складається з 16 депутатів та голови.

### Керівний склад ради
| ПІБ                   | Основні відомості                                                 | Дата обрання | Дата звільнення |
| --------------------- | ----------------------------------------------------------------- | ------------ | --------------- |
| Питель Ігор Миронович | Сільський голова, 1969 року народження, освіта, безпартійний      | 26.03.2006   | 31.10.2010      |
| Питель Ігор Миронович | Сільський голова, 1969 року народження, освіта вища, безпартійний | 31.10.2010   |                 |

Примітка: таблиця складена за даними джерела